# 상피 세포 나트륨 통로
상피 세포 나트륨 통로는 콩팥이나 대장의 상피세포의 꼭지면 세포막 (apical membrane)에 발현한 이온 채널로서 주로 나트륨을 통과시킨다. 우리몸에서 나트륨의 흡수 또는 재흡수를 담당함으로써 체액의 양을 조절한다. 이 이온 채널의 활성이 심하면 고혈압이 발생할 수 있다. 혀에서 짠 맛을 느끼는 데도 관여한다. 아밀로라이드에 의해 억제된다. 이온 채널중 이온 선택성이 가장 크다.